# Ócsárd, Baranya
Ócsárd este un sat în districtul Pécs, județul Baranya, Ungaria, având o populație de 422 de locuitori (2011). 

## Demografie
Componența etnică a satului Ócsárd
     Maghiari (92,88%)
     Romi (6,3%)
     Croați (0,82%)
Componența confesională a satului Ócsárd
     Fără religie (11,14%)
     Reformați (2,84%)
     Necunoscută (85,31%)
     Atei (0,71%)
Conform recensământului din 2011, satul Ócsárd avea 422 de locuitori. Din punct de vedere etnic, majoritatea locuitorilor (92,88%) erau maghiari, cu o minoritate de romi (6,3%). Nu există o religie majoritară, locuitorii fiind persoane fără religie (11,14%) și reformați (2,84%). Pentru 85,31% din locuitori nu este cunoscută apartenența confesională.